# Kanton Sainte-Sigolène
Sainte-Sigolène is een voormalig  kanton van het Franse departement Haute-Loire. Het kanton maakte deel uit van het arrondissement Yssingeaux. Het werd opgeheven door het decreet van 17 februari 2014, met uitwerking op 22 maart 2015.

## Gemeenten
Het kanton Sainte-Sigolène omvatte de volgende gemeenten:
- Saint-Pal-de-Mons
- Sainte-Sigolène (hoofdplaats)
- Les Villettes